# Mutter
Mutterはウィンドウマネージャで、最初はX Window System用に設計され実装されたが、後にWaylandコンポジタへと進化した。MutterはMetacityを置き換えることでGNOME 3のデフォルトウィンドウマネージャとなった。MutterはレンダリングにGTK+を使用していたが、Clutterと呼ばれるグラフィックライブラリを使用することでOpenGLもサポートしている。Mutterという名前はMetacity Clutterのかばん語である。
MutterはGNOMEライクなデスクトップ用スタンドアローンウインドウマネージャアプリケーションとして機能し、GNOME Shell用の主要なウインドウマネージャとして使え、GNOME 3に欠かせない部品である。Mutterはプラグインで拡張可能であり、多数の視覚効果をサポートする。GNOME ShellはMutterのプラグインとして書かれている。Pantheonデスクトップ環境のコアコンポーネントであるGalaはlibmutterを利用してビルドされる。Budgieデスクトップ環境で使われるBudgie-wmは、libmutter上でビルドされたもう1つのウインドウマネージャである。

## 開発
Adel GadllahはMutterのバージョン3.13にHiDPIのサポートを追加した。
バージョン3.13.2でlogind統合はmutter-launchに置き換えられた。
バージョン3.13.3でwl_touch_interfaceのサーバサイド部分をCarlos Garnachoが実装した。

## パフォーマンス
OpenGLのゲームはコンポジット型ウィンドウマネージャを使うと実行において余分な負荷が発生する。2010年6月、PhoronixはMutterとCompizにおいて同様に余分な負荷を評価した。

## フォーク

### Muffin
MuffinはLinux MintチームによるCinnamonデスクトップ環境用のフォークである。GNOME ShellのフォークであるCinnamonのシェルはMuffin用のプラグインとして書かれている。